# U Coronae Australis
U Coronae Australis är en pulserande variabel av Mira Ceti-typ (M) i stjärnbilden Södra kronan.
Stjärnan varierar mellan fotografisk magnitud +9,9 och 14,3 med en period av 147,5 dygn.